# Крог, Ода
Отилия Паулина Кристина Крог, урожд. Лассон (норв. Othilia Pauline Christine Lasson; 11 июня 1860, Осгордстранд — 19 октября 1935, Осло) — норвежская художница, мастер портретной и пейзажной живописи.

## Жизнь и творчество
Отилия Паулина Кристина, прозванная Ода, родилась в обеспеченной и аристократической семье. Её отец, Отто Карл Лассон был правительственным адвокатом, мать — Александра Катрина фон Мунте аф Моргенстерне. Бабушка Оды по материнской линии была русская княжна Александра Сергеевна Солтикова. В семье, кроме Оды, росли ещё её восемь сестёр и двое братьев. Её брат Пер Лассон (1859—1883) стал композитором, а её сестра Боккен Лассон (1871—1970) — певицей.
В 1881 году Ода выходит замуж за предпринимателя Йоргена Энгельхардта. В этом браке у них родились двое детей, тем не менее это супружество оказалось непрочным, и через 2 года после свадьбы Йорген и Ода разошлись. Ода начинает жить собстаенным домом, и берёт уроки живописи сперва у Эрика Вереншельда, а затем у Кристиана Крога. Занятие искусством и жизнь с художниками и в художественной среде определили дальнейшую её судьбу. Наряду с Эдвардом Мунком, Ода Крог была одной из центральных фигур мира искусства Осло на рубеже XIX и XX веков, завоевав титул «Королевы богемы». Кроме Оды и Мунка, в сложившуюся вокруг них группу художников, поэтов и писателей входили Кристиан Крог, Яппе Нильсен, Ханс Егер и Гуннар Хейберг.
В октябре 1888 года художница выходит замуж за своего бывшего учителя, Кристиана Крога. У них родились также двое детей, дочь Нана и будущий живописец Пер Крог. В 1890-е годы семья Крог живёт в Берлине. В 1901 Ода приезжает в Париж, и позднее обустраивает свою художественную мастерскую на Монпарнасе. В скором времени она близко знакомится с некоторыми известными художниками Парижа, в том числе с Анри Матиссом. В 1903 году она выставляет свои работы в Салоне, в 1904 году состоялась её первая персональная выставка в Осеннем Салоне, в котором Ода затем неизменно участвовала до 1909 года. В этот период Ода поддерживала любовные отношения с поэтом и литературным критиком Яппе Нильсеном, однако затем примирилась с мужем и вернулась с ним в Осло.
Ода Крог умерла в 1935 году. Похоронена на Спасском кладбище.

## Галерея

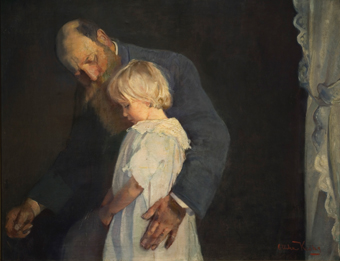
Кристиан и Нана (1891)
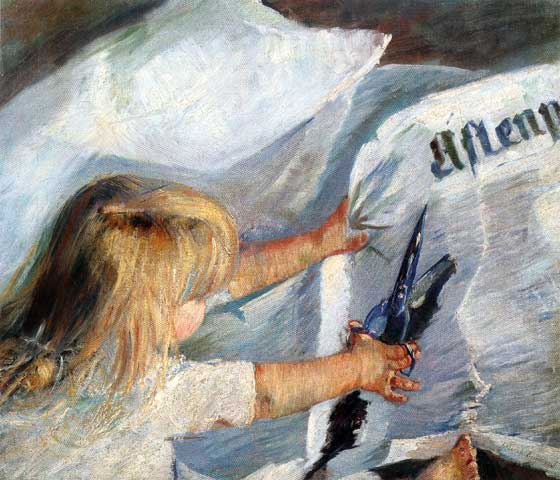
Соавтор «Афтенпостен» (1887)
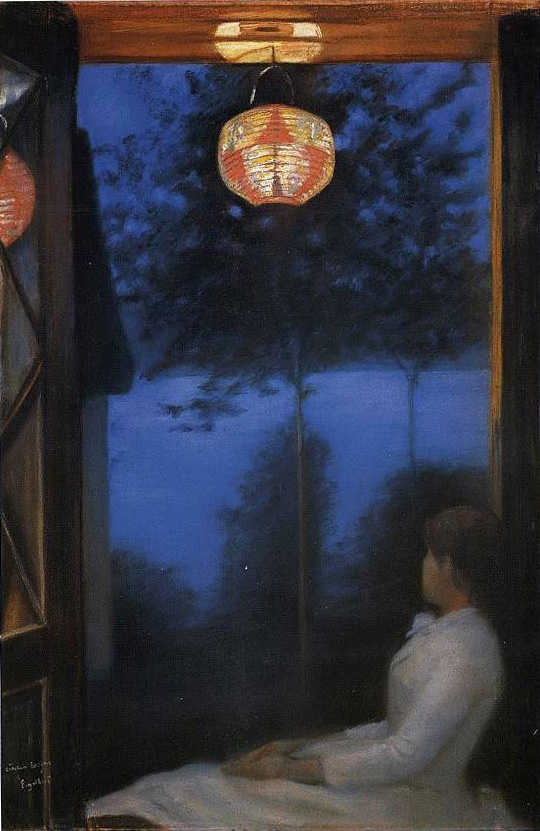
Японский фонарь (1886)
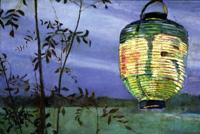
Китайский фонарь (1889)
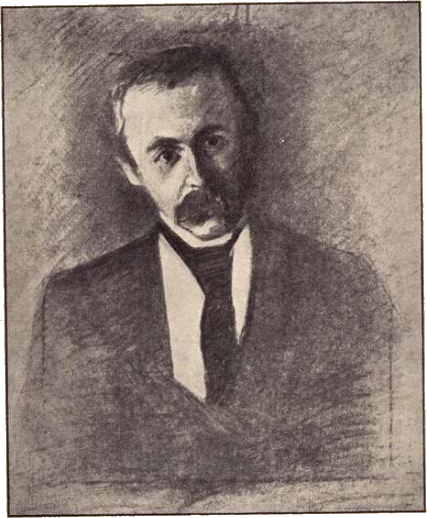
Портрет Сигбьёрна Обстфельдера (не позднее 1900)